# Barrage en remblai

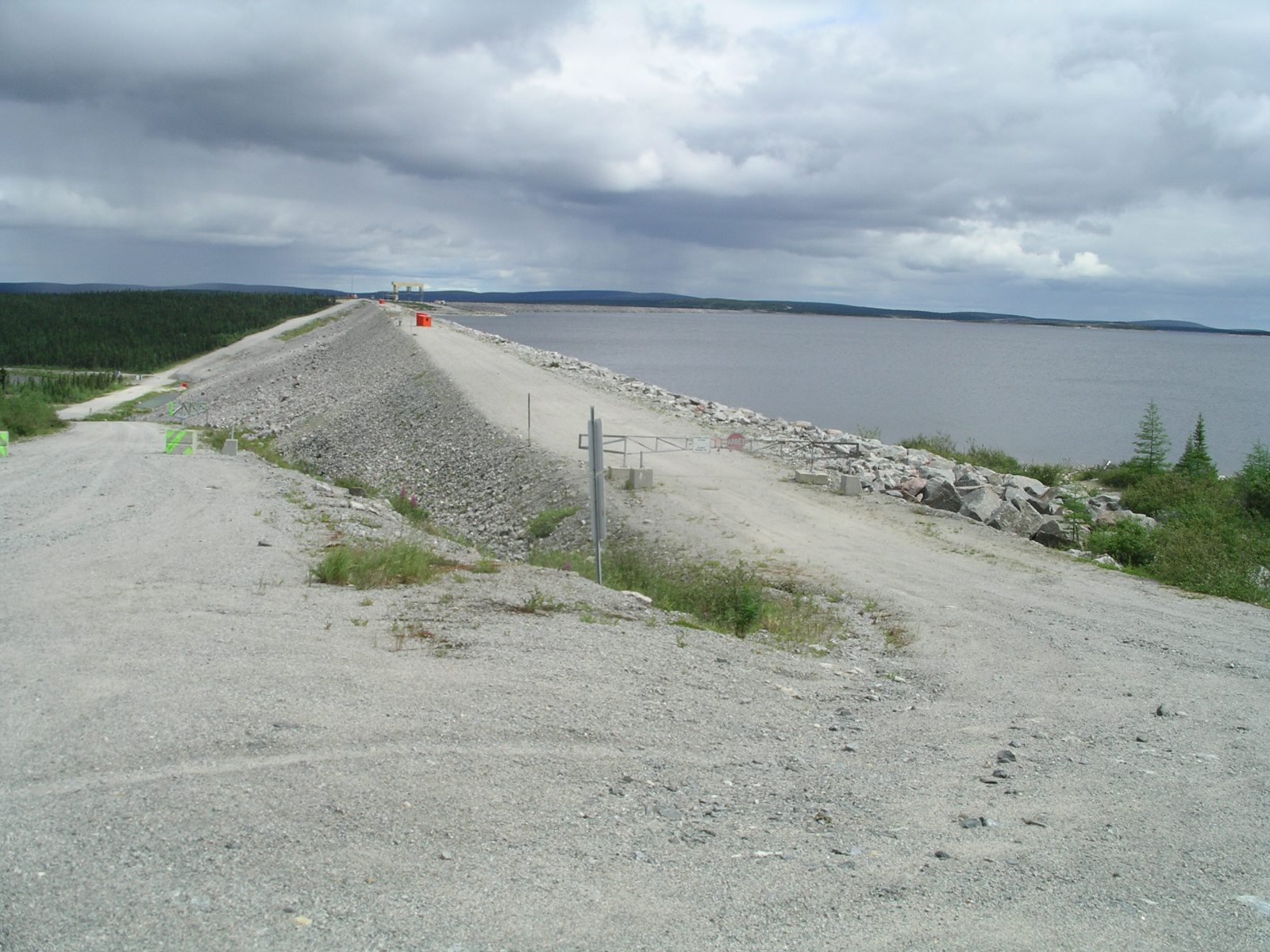
Long de 2123 m, le barrage KA-5 est un ouvrage en enrochement de 47 m de hauteur qui ferme le bras Ouest de la rivière Caniapiscau, dans le nord du Québec. Le barrage est formé d'un noyau de moraine, de plusieurs filtres en pierre tamisée, le tout étant recouvert d'une couche de blocs d'un mètre. Son volume est 5620000 m3.

Un barrage en remblai est un barrage constitué d'un matériau meuble, qu'il soit très fin ou très grossier (enrochements).
Cette famille regroupe plusieurs catégories, très différentes. Les différences proviennent des types de matériaux utilisés, et de la méthode employée pour assurer l'étanchéité.
Le barrage homogène est un barrage en remblai construit avec un matériau suffisamment étanche (argile, limon). C'est la technique la plus ancienne de barrage en remblais.
Le barrage à noyau argileux comporte un noyau central en argile (qui assure l'étanchéité), épaulé par des recharges constituées de matériaux plus perméables. Cette technique possède au moins deux avantages sur le barrage homogène : (1) les matériaux de recharge sont plus résistants que les matériaux argileux, on peut donc construire des talus plus raides et (2) on contrôle mieux les écoulements qui percolent dans le corps du barrage.
Le barrage à noyau en moraine est souvent utilisé dans les régions marquées par le retrait des glaciers. Ces ouvrages sont généralement constitués d'un noyau imperméable de moraine, récupérée à proximité du site, qui est protégé par des filtres en granulaire. La coupe type d'un barrage en enrochement comprend également une zone de transition située entre le filtre et la recharge.

Coupe du barrage à noyau en moraine KA-3 du réservoir de Caniapiscau au Québec.

Quelques cousins des barrages à noyau : les barrages en remblai à paroi centrale étanche (paroi moulée en béton, paroi en béton bitumineux).
Plus récente, la famille des barrages à masque amont. L'étanchéité est assurée par un « masque », construit sur le parement amont du barrage. Ce masque peut être en béton armé (il se construit actuellement de nombreux et très grands barrages en enrochements à masque en béton armé), en béton bitumineux, ou constitué d'une membrane mince (les plus fréquentes : membrane PVC, membrane bitumineuse).
Le barrage de Mattmark en Suisse,  le barrage de Šance en République tchèque, ceux de Serre-Ponçon et des Bois Noirs en France, ou Addi Qenafiz en Éthiopie sont de ce type. Au Québec, les barrages en enrochement sont les plus fréquents dans le parc de barrages d'Hydro-Québec. Ils représentent 72 % des 600 barrages exploités par l'entreprise en 2002.